# Короткохвостый сцинк
Короткохвостый сцинк, или короткохвост (лат. Tiliqua rugosa), — короткохвостый вид синеязыкого сцинка, обитающий в Австралии.

## Классификация
Короткохвост впервые был описан в 1825 году Джоном Эдвардом Греем, давшим ему название Trachydosaurus rugosus. Впоследствии латинское название ящерицы было изменено на Tiliqua rugosa. По утверждениям герпетологов, у этого вида самое большое количество названий среди ящериц.

## Распространение
Короткохвост широко распространён на территории пустынного и полупустынного климата в южной и западной Австралии. Он встречается от залива Шарк-Бей в Западной Австралии вдоль южных регионов Австралии вплоть до северных районов Квинсленда. Четыре подвида ящерицы встречаются на территории штата Западная Австралия, в том числе один подвид на острове Роттнест. Кроме того, короткохвост обитает в восточных штатах Виктория и Новый Южный Уэльс, хотя и не встречается в прибрежных районах.
Основная среда обитания — кустарниковые степи и полупустыни. В дневное время греются на солнце, расположившись вдоль обочин или открытой местности в районе своего обитания.

## Внешний вид
Имеет достаточно крепкую чешую. Встречается несколько расцветок ящерицы: от тёмно-коричневого до кремового. Длина тела редко превышает 36 сантиметра, тем не менее масса короткохвоста крайне высока — от 600 г до килограмма .
Голова имеет треугольную форму; язык — светло-синего цвета. Хвост короткохвоста короткий и толстый, по форме напоминает голову ящерицы, что хорошо отвлекает потенциальных хищников. Кроме того, в хвосте откладываются значительные запасы жира, которые используются во время зимней спячки. В отличие от других видов сцинков короткохвост не обладает способностью автотомии и не может отбрасывать свой хвост.

## Питание
Короткохвосты всеядны, поедают как растения, так и улиток, насекомых, падаль. В прошлом этот вид ящерицы был объектом охоты для местных динго, австралийских питонов (например, ромбических питонов), а также австралийских аборигенов. В настоящее время угрозу для них представляют завезенные европейцами на континент лисы и кошки.

## Размножение
Короткохвосты являются живородящими сцинками, которые производят на свет от одного до четырёх относительно больших отпрыска. В отличие от других видов ящериц, короткохвосты стремятся к моногамии: в период размножения пары ежегодно возвращаются друг к другу на протяжении до двадцати лет.
Сразу же после рождения детёныши поедают плаценту. Молодые ящерицы остаются со своими родителями в течение нескольких месяцев, после чего начинают самостоятельную жизнь, хотя и проживают в непосредственной близости, образуя колонии родственных сцинков.
Во время присмотра за детёнышами особи мужского пола едят, как правило, меньше особей женского пола, оставаясь всегда в состоянии боевой готовности на случай возникновения непредвиденных обстоятельств.

## Подвиды
Выделяются четыре подвида короткохвоста
- Tiliqua rugosa rugosa

Обитает на территории австралийского штата Западная Австралия.
- Tiliqua rugosa asper[10]

Обитает на территории штатов Квинсленд, Новый Южный Уэльс и Виктория.
- Tiliqua rugosa konowi[11]

Обитает на острове Роттнест в Западной Австралии.
- Tiliqua rugosa palarra[12]

Обитает на побережье залива Шарк-Бей в Западной Австралии.